# Mikel Koliqi
Mikel Koliqi (Shkodër, 29 september 1902 - aldaar, 28 januari 1997) was een Albanees geestelijke en kardinaal van de Rooms-Katholieke Kerk.
Koliqi, zoon van Mark Koliqi en Age Simoni, werd door zijn ouders op negenjarige leeftijd naar Italië gestuurd om er te studeren. Hij bezocht het Jezuïetenseminarie Collegio Arici in Brescia en het Collegio Vilorez in Monza. Hij behaalde zijn ingenieursdiploma in Bari en volgde vervolgens zijn roeping. Aan het aartsdiocesaan grootseminarie van Milaan volgde hij een opleiding tot priester. Hij werd op 31 mei 1931 priester gewijd. Hij was als priester werkzaam in het aartsbisdom Shkodër, waar hij als vice-plebaan oprichter was van de kathedrale schola cantorum. Van 1936 tot 1945 was hij vicaris-generaal van het aartsbisdom. Hij was verantwoordelijk uitgever in het aartsbisdom van twee periodieken en schreef ook een aantal melodrama's. In 1944 werd hij door de nieuwe communistische machthebbers gearresteerd en gevangengezet. Toen hij na twee jaar vrij kwam, werd hij onmiddellijk opnieuw veroordeeld en nu voor vijf jaar gevangengezet. Hij zou in totaal bijna veertig jaar gevangen zitten en dwangarbeid verrichten op de hoofdbeschuldiging van het luisteren naar buitenlandse radiostations en het organiseren van de katholieke jeugdbeweging in Albanië. Hij kwam in 1986 vrij en werd later - na de val van het communisme - door het Albanese parlement geëerd als Pishtar i demokracise (Fakkeldrager van de Democratie).
Paus Johannes Paulus II eerde dit katholieke slachtoffer van het communistische regime door hem in 1992 te benoemen tot ereprelaat en hem in 1994 kardinaal te creëren. De Ognissanti in Via Appia Nuova werd zijn titeldiakonie. Tijdens een toespraak tot de kardinaal, noemde paus Johannes Paulus II hem een teken van hoop voor de katholieke gemeenschap in Albanië tijdens de donkere jaren van het communisme.
Op grond van zijn hoge leeftijd kreeg hij vrijstelling van de verplichting bisschop gewijd te worden. Hij overleed drie jaar later en werd begraven in de crypte van de kathedraal van Shköder.